# Z-6 Theodor Riedel
Z-6 Теодор Ридель (нем. Z-6 «Theodor Riedel») — немецкий эскадренный миноносец типа 1934A.
Назван в честь корветтен-капитана Теодора Риделя, командира 6-й полуфлотилии миноносцев, погибшего на миноносце «S-54» в Ютландском сражении.
Заложен 18 июля 1935 года на верфи фирмы «Deutsche Schiff und Maschinenbau AG» в Бремене. Спущен на воду 22 апреля 1936 года и 2 июля 1937 года вступил в строй. После вступления в строй был приписан ко 2 дивизиону эскадренных миноносцев Кригсмарине. По состоянию на сентябрь 1939 года бортовой № 22.

## История службы
В июле 1938 года совершил плавание в Норвегию с заходом в Согнефьорд и Ёйо.
19 августа 1938 года участвовал во флотском смотре с участием рейхсканцлера Гитлера и регента Венгрии адмирала Хорти.
С 30 сентября по 23 октября 1938 года совместно с тяжёлым крейсером «Адмирал Шеер» совершал плавание в Средиземное море.
1 ноября 1938 года вошёл в состав 2 флотилии эскадренных миноносцев Кригсмарине.
С началом Второй мировой войны, с октября 1939 года по февраль 1940 года действовал в Северном море и Балтийских проливах.
В ходе операции «Викингер» 22 февраля 1940 года повреждён взрывами собственных глубинных бомб.
В апреле 1940 года участвовал в операции «Везерюбунг», входя в состав Тронхеймской группы. 10 апреля 1940 года налетел на подводную скалу в Тронхейме-фьорде. 11 апреля 1940 года в Тронхеймсфьорде захватил норвежские сторожевые корабли «Fosen» и «Steinkjor». По окончании операции в июне-июле проходил ремонт.
С октября по ноябрь 1940 года базировался и действовал в западной Франции. С ноября по апрель 1941 года проходил ремонт. 12 августа 1941 года выскочил на камни в районе Бергена. Ремонт занял много времени и длился с сентября 1941 по май 1942 года.
В декабре 1942 — ноябре 1943 года действовал в Арктике и Норвегии, участвуя в операциях «Регенбоген» и «Цитронелла». 2 апреля 1943 года, находясь в Норвежском море, получил повреждения в результате пожара в котельном отделении. 6 апреля 1943 года лишился хода из-за попадания забортной воды в топливо в районе Тронхейма.
В декабре 1943 — мае 1944 года на эсминце был произведён очередной ремонт. С июня 1944 года по апрель 1945 года корабль действовал в Балтийских проливах. 18 ноября 1944 года протаранил внешний мол Фридрихсхафена, ремонт занял 1,5 месяца. В самом конце войны действовал в Восточной Балтике. 5 — 7 мая 1945 года участвовал в эвакуации германских войск с косы Хель в Копенгаген.
Капитулировал в Киле. По репарациям передан Великобритании. В 1946 году передан Франции, вошёл в состав флота под названием «Kleber». 20 декабря 1953 года выведен в резерв категории «А», в августе 1956 года переведён в резерв категории «В». 10 апреля 1957 года разоружён и переименован в Q-85.
3 апреля 1957 года исключён из состава флота и сдан на слом в Руайяне.

## Командиры корабля
| Имя и звание                                      | Время службы                     |
| ------------------------------------------------- | -------------------------------- |
| корветтен-капитан Макс Фехнер                     | 6 июля 1937 — 30 октября 1938    |
| корветтен-капитан Герхард Бёмиг                   | 31 октября 1938 — 25 ноября 1940 |
| нет командира                                     | 26 ноября 1940 — 8 апреля 1941   |
| корветтен-капитан/фрегаттен-капитан Вальтер Риде  | 9 апреля 1941 — 19 сентября 1943 |
| корветтен-капитан Лотар Фреер фон Хаузен          | 20 сентября 1943 — 3 января 1944 |
| корветтен-капитан/фрегаттен-капитан Рудольф Менге | 4 января 1944 — 9 июня 1944      |
| капитан-лейтенант/корветтен-капитан Ганс Блёзе    | 10 июня 1944 — 21 мая 1945       |
| нет командира                                     | 22 мая 1945 — 5 сентября 1945    |
| капитан-лейтенант Фердинант Вольф фон Шульпнагель | 6 сентября 1945 — 31 января 1946 |